# Rhopalophora meeskei
Rhopalophora meeskei es una especie de escarabajo longicornio del género Rhopalophora, categorizada en la tribu Rhopalophorini, de la subfamilia Cerambycinae. Fue descrita por Casey en 1891 y publicada en Coleopterological Notices. III. Annals of the New York Academy of Sciences 6: 9–214.
Mide 6-10 mm de longitud. Se distribuye por Estados Unidos de América, Guatemala, Honduras y México.